# Laccosperma robustum
Laccosperma robustum är en enhjärtbladig växtart som först beskrevs av Karl Ewald Maximilian Burret, och fick sitt nu gällande namn av John Dransfield. Laccosperma robustum ingår i släktet Laccosperma och familjen Arecaceae. Inga underarter finns listade i Catalogue of Life.